# Synagoge (Avignon)

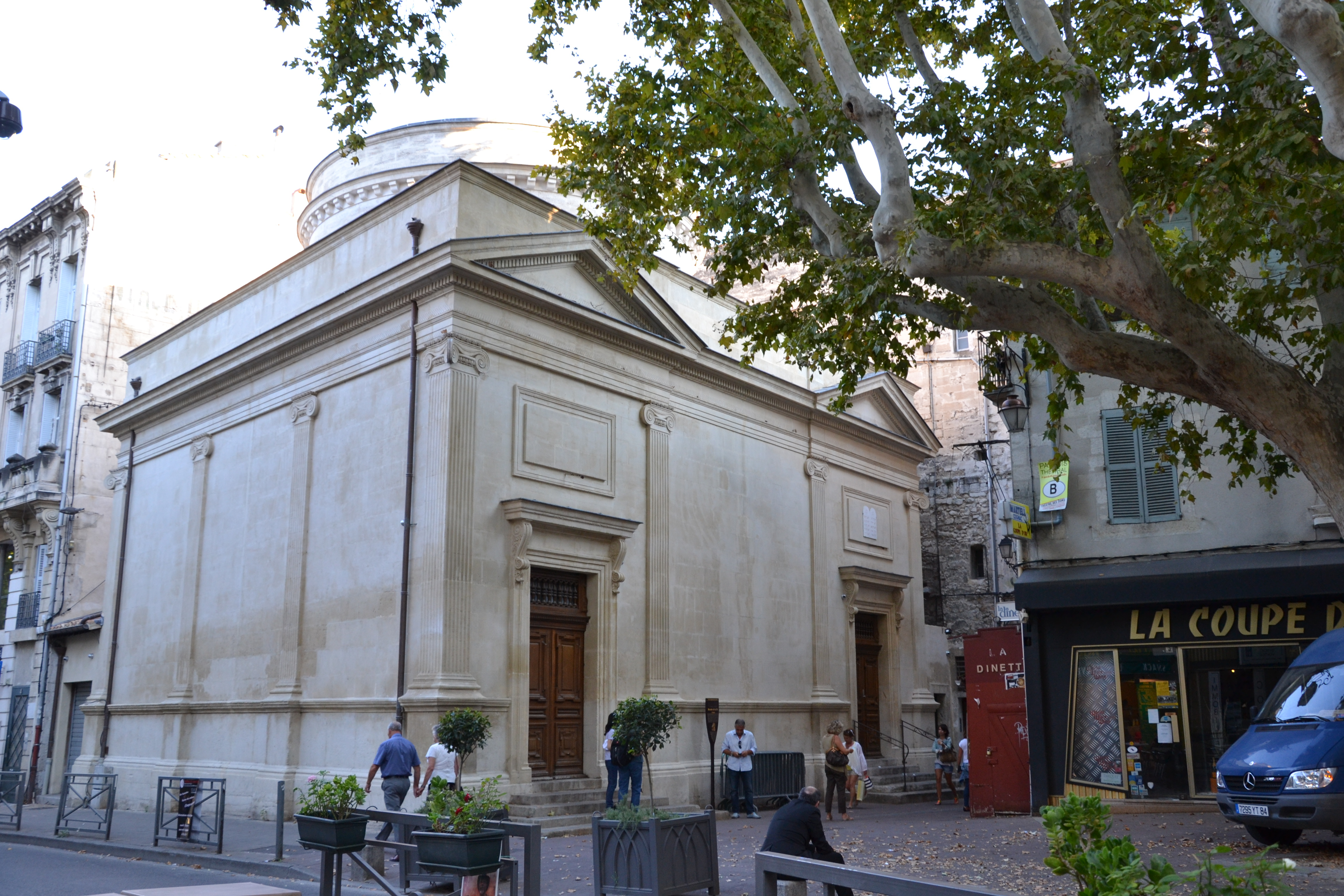
Synagoge in Avignon

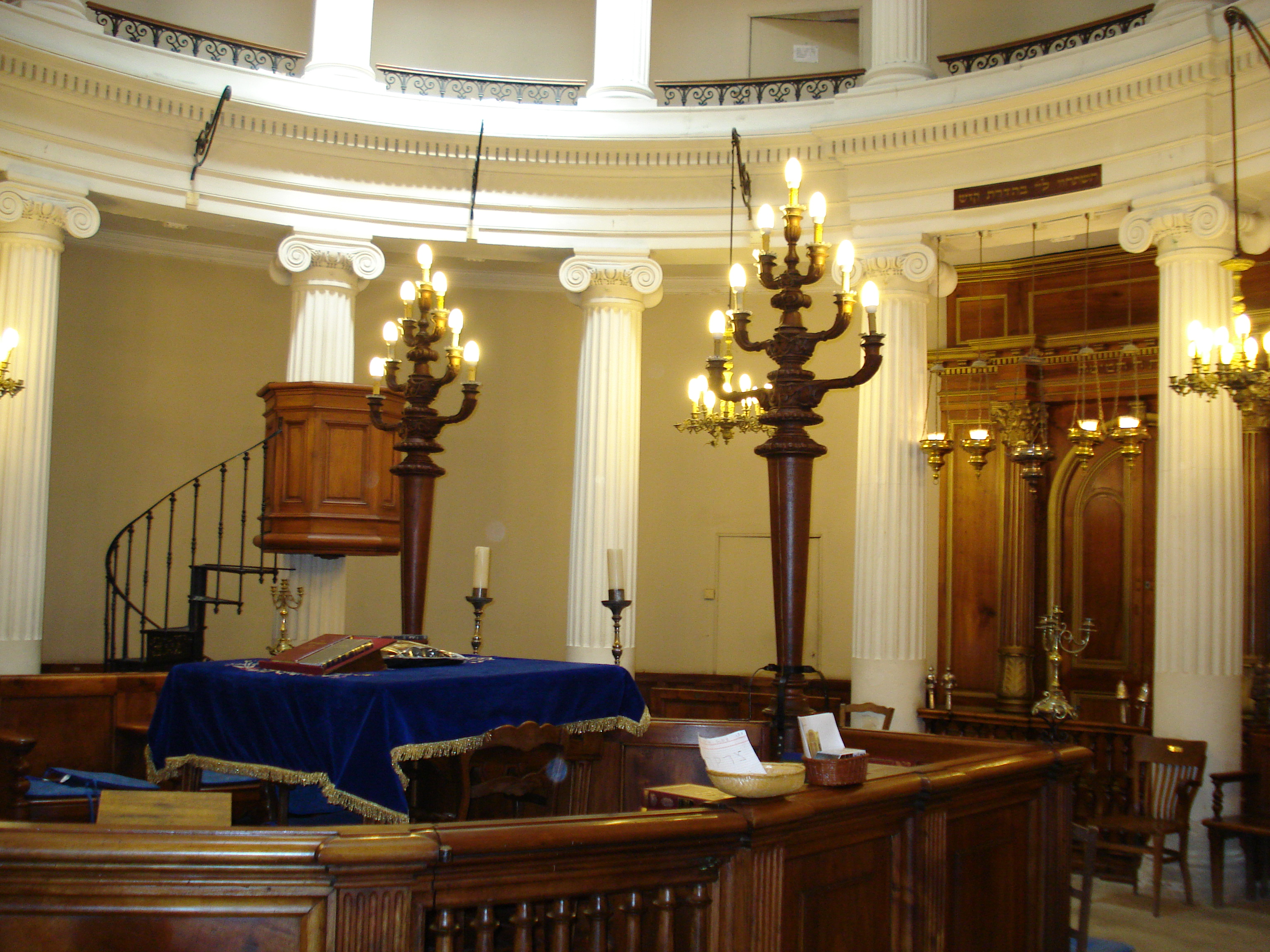
Innenansicht

Die Synagoge Avignon befindet sich im ehemaligen Judenviertel am Place Jérusalem in der Stadt Avignon in Südfrankreich, wo seit 1236 die Synagogen jeweils immer wieder neu gebaut wurden. Die Synagoge steht seit 1990 als Monument historique auf der Liste der Baudenkmäler in Frankreich.
Die Synagoge wurde zwischen 1785 und 1787 gebaut und prachtvoll ausgestattet. 1845 von einem Brand zerstört, wurde sie ab 1846 unter der Leitung des Architekten Joseph-Auguste Joffroy wiederaufgebaut und am 20. Mai 1849 eingeweiht. Sie besitzt mehrere Gemeinderäume, ein rituelles Bad (Mikwe), eine Metzgerei (s. Schächten), eine koschere Bäckerei und einen Trausaal.
Obwohl von außen ein rechteckiger Bau, ist der Synagogenraum eine klassizistische Rotunde mit weißen Säulen und von einer Kuppel überwölbt. Die Bima, die Kanzel und die Bänke sind aus Nussbaum.